# 桑達斯基 (印地安納州)
桑達斯基（英語：Sandusky）是位於美國印地安納州第開特縣的一個非建制地區。該地的面積和人口皆未知。

## 地理
桑達斯基的座標為39°25′10″N 85°28′41″W / 39.41944°N 85.47806°W，而該地的平均海拔高度為289米（即948英尺）。